# Мельник, Пётр Захарович
Петр Захарович Мельник (род. 14 июня 1938) — начальник УВД Черновицкой области (1982—1990), начальник ГУУР МВД Украины (1990—1993), руководитель бюро Интерпола Украины (1994—1996), генерал-майор милиции.

## Биография
Родился 14 июня 1938 года в селе Хотин, Козинского района, Ровенской области.
В 1957 году окончил среднюю специальную школу милиции МВД СССР во Львове. Работал в качестве оперуполномоченного уголовного розыска, после чего занимал должности заместителя начальника отдела милиции Сарненского райисполкома Ровенской области, начальника отдела милиции Острожского райисполкома Ровенской области, начальника отдела милиции Дубновского РОВД Ровенской области, начальника информационного центра при УВД Черновицкого облисполкома, заместителя начальника управления милиции УВД Черновицкого облисполкома.
В 1963 году закончил Киевскую высшую школу МООП СССР. С августа 1982 года по август 1990 года был начальником УВД Черновицкой области, а с августа 1990 по февраль 1993 года занимал должность начальника ГУУР МВД Украины.
С 1993 года — первый заместитель начальника Центрального бюро Интерпола, а с 1994 по 1996 год — начальник Национального центрального бюро Интерпола на Украине. Генерал-майор милиции.

## Награды
- Орден «Дружбы Народов»,
- «За заслуги» III степени
- Медали: «Ленина», «За отличную службу по охране общественного порядка», «Отличник милиции», «Заслуженный работник МВД СССР», «Ветеран труда».